# محمد عدنان الشياب
محمد عدنان سلامة بخيت الشيَّاب بروفيسور أردني حصل على دبلوم التربية وكذلك بكالوريوس الآداب في التاريخ سنة 1383هـ الموافقة لسنة 1963م، كما حصل على درجة الماجستير في التاريخ الإسلامي سنة 1385هـ الموافقة لسنة 1965م من الجامعة الأميركية في بيروت، كما نال درجة الدكتوراه في التاريخ الإسلامي من مدرسة الدراسات الشرقية والأفريقية التابعة لجامعة لندن سنة 1392هـ الموافقة لسنة 1972م. حصل على جائزة الملك فيصل العالمية في الدراسات الإسلامية سنة 1432هـ الموافقة لسنة 2011م بالاشتراك مع خليل إينالجك.